# Вилла-Аньедо
Вилла-Аньедо (итал. Villa Agnedo) — упраздённая коммуна в Италии, расположена в автономной области Трентино-Альто-Адидже, подчиняется административному центру Тренто. Ныне является фракцией коммуны Кастель-Ивано.
Население коммуны, на 31.12.2015 года, составляло 955 человек, плотность населения ─ 71,72 чел./км². Коммуна занимает площадь 13,32 км². Почтовый индекс — 38059. Телефонный код — 0461.
Покровительницей коммуны почитается Пресвятая Дева Мария Милосердная, день её памяти ежегодно отмечается 24 сентября.

## История
Коммуна Вилла-Аньедо была упразднена 1 января 2016 года, с целью создания новой коммуны Кастель-Ивано. Она была создана путём объединения соседних муниципалитетов Вилла-Аньедо, Спера и Стриньо.

## Демография
Динамика населения: